# SCP 06F6

左が現れる前、右が現れた後

SCP 06F6とは、地球から見てうしかい座の方向に123億光年離れた位置で発見された天体または天文現象である。突然出現し消えた事から超新星かそれに類似する天文現象ではないかと考えられているが、正体は2012年現在でも不明である。

## 発見と観測の歴史
SCP 06F6は、2006年2月21日に、ハッブル宇宙望遠鏡の掃天観測用高性能カメラのワイドフィールドチャネルでうしかい座の方向にある銀河団ClG J1432+3332（またはCL 1432.5+3332.8）付近を撮影中に発見された天体である。SCP 06F6
はClG J1432+3332の中で起こった天文現象である可能性があるが、地球からの距離は118億光年とSCP 06F6よりわずかに地球に近いため、ClG J1432+3332に所属する銀河で起こった現象ではないかもしれない。そして、SCP 06F6の位置に明確な銀河や恒星は発見されていない。
超新星宇宙計画による光度変化の観察では、SCP 06F6は約100日で視等級で21等級の明るさのピークに達し、同じくらいの時間をかけて暗くなっていった。
XMM-Newtonは2006年8月にSCP 06F6のX線による観測を行った結果、X線領域での明るさが通常の超新星爆発の100倍以上明るい事が分かった。
2009年にPTFは、SCP 06F6の赤方偏移が1.189であることを観測した。これは地球から123億光年離れた位置で発生した天文現象であることを示し、絶対等級は-23.5等級である事が分かる。これは最も明るい超新星であるSN 2005apに匹敵する、観測史上最も明るい天文現象の1つである。

## 正体
SCP 06F6がどんな天文現象であるかは、2012年現在でも不明である。しかし、いくつかの可能性が示されている。
SCP 06F6は通常の超新星にはない特殊なスペクトル線を示し、スローン・デジタル・スカイサーベイに登録されているどの天文現象とも一致しなかった。スペクトル線の赤色の領域では連続的発光を示し、一方青色の領域は幅広いラインを示した。この特殊なスペクトル線のせいで赤方偏移の値が特定できず、発見から3年間はSCP 06F6が銀河系の中にあるのかそれとも外にあるのかさえ分かっていなかった。いずれにせよ、この特殊なスペクトル線と光度変化、及び明るさによって、SCP 06F6は通常の超新星爆発ではないことは確かである。
現在可能性が最も高い正体は、対不安定型超新星爆発と呼ばれる特殊な超新星爆発である。このタイプの超新星爆発は非常に珍しく、一般に極めて重い恒星でのみ発生すると考えられている。対不安定型超新星爆発は、通常の超新星爆発の10倍以上のエネルギーを放出する。また、SCP 06F6はSN 2005apと非常に類似している。
そのほか、炭素・酸素型白色矮星と中間質量ブラックホールの衝突説、炭素星が密な恒星風の内部でIa型超新星爆発のような不発の超新星爆発が起こったという説、白色矮星に小惑星が衝突したという説がある。または、全く新しいタイプの天文現象であるかもしれない。
当初は、SCP 06F6は極めて高速で運動する恒星が超新星爆発を起こしたせいで、特殊相対性理論における時間の遅れが発生し、実際には20日の光度変化が100日に延びたのではないかと推測した。しかし、これは後に否定された。あるいは、2億光年離れた表面温度5000～6000Kの炭素星が超新星爆発を起こしたという説があったが、赤方偏移の正確な測定によりもっとずっと遠い天文現象であることが示された。